# 46e méridien ouest
En géographie, le 46e méridien ouest est le méridien joignant les points de la surface de la Terre dont la longitude est égale à 46° ouest.

## Géographie

### Dimensions
Comme tous les autres méridiens, la longueur du 46e méridien correspond à une demi-circonférence terrestre, soit 20 003,932 km. Au niveau de l'équateur, il est distant du méridien de Greenwich de 5 121 km,.
Avec le 134e méridien est, il forme un grand cercle passant par les pôles géographiques terrestres.

### Régions traversées
En commençant par le pôle Nord et descendant vers le sud au pôle Sud, Le 46e méridien ouest passe par:
| Coordonnées          | Pays, territoire ou mer | Notes |
| -------------------- | ----------------------- | --- |
| 90° 00′ N, 46° 00′ O | Océan Arctique          | |
| 83° 41′ N, 46° 00′ O | Mer de Lincoln          | |
| 83° 06′ N, 46° 00′ O | Groenland               | Île Sverdrup |
| 82° 51′ N, 46° 00′ O | Mer de Lincoln          | |
| 82° 38′ N, 46° 00′ O | Groenland               | Île de Nares Land |
| 82° 15′ N, 46° 00′ O | Fjord Victoria (en)     | |
| 81° 59′ N, 46° 00′ O | Groenland               | Péninsule Wulff (en) |
| 60° 33′ N, 46° 00′ O | Océan Atlantique        | |
| 1° 07′ S, 46° 00′ O  | Brésil                  | Maranhão Tocantins — à partir de 10° 18′ S, 46° 00′ O Bahia — à partir de 10° 32′ S, 46° 00′ O Goiás — à partir de 14° 18′ S, 46° 00′ O Bahia — sur environ 16 km à partir de 14° 48′ S, 46° 00′ O Minas Gerais — sur environ 9 km à partir de 14° 57′ S, 46° 00′ O Bahia — sur environ 9 km à partir de 15° 02′ S, 46° 00′ O Minas Gerais — à partir de 15° 12′ S, 46° 00′ O État de São Paulo — à partir de 22° 52′ S, 46° 00′ O, passe juste à l'ouest de São José dos Campos à 23° 11′ S, 45° 52′ O |
| 23° 48′ S, 46° 00′ O | Océan Atlantique        | |
| 60° 00′ S, 46° 00′ O | Océan Austral           | |
| 60° 34′ S, 46° 00′ O | Îles Orcades du Sud     | Île du Couronnement — Liste des territoires revendiqués à la fois par l' Argentine (Province de Terre de Feu) et le Royaume-Uni (Territoire antarctique britannique) |
| 60° 38′ S, 46° 00′ O | Océan Austral           | |
| 77° 56′ S, 46° 00′ O | Antarctique             | Liste des territoires revendiqués à la fois par l' Argentine et le Royaume-Uni (Territoire antarctique britannique) |